# Lermikromossa
Lermikromossa (Cephaloziella stellulifera) är en levermossart som först beskrevs av Richard Spruce, och fick sitt nu gällande namn av Victor Félix Schiffner. Lermikromossa ingår i släktet mikromossor, och familjen Cephaloziellaceae. Enligt den finländska rödlistan är arten otillräckligt studerad i Finland. Enligt den svenska rödlistan är arten otillräckligt studerad i Sverige. Arten förekommer i Götaland. Artens livsmiljö är sjö- och älvstränder.